# Augustin Daumas
Augustin Daumas, né le 24 mai 1826 à Toulon (Var) et mort le 11 janvier 1896 à Toulon (Var), est un homme politique français.

## Biographie
Ouvrier mécanicien, il est impliqué dans le complot de Lyon, en 1851, ce qui lui vaut 10 ans de détention. Libéré en 1859, il s'installe comme brasseur à Toulon. Après le 4 septembre 1870, il est nommé commissaire du gouvernement à Toulon. Le 2 juillet 1871, il est élu représentant du Var et siège à l'extrême gauche. Il est député du Var de 1876 à 1889, siégeant à gauche. Il fut l'un des 363 qui refusent la confiance au gouvernement de Broglie, le 16 mai 1877. Il est sénateur du Var de 1889 à 1891.